# Boulevard de Froidmont
Le boulevard de Froidmont est une artère liégeoise.

## Situation et accès
Cette voie qui débute boulevard Frankignoul  et se termine boulevard de Douai et place Georges Ista, est située dans le quartier administratif des Vennes.
Ce boulevard est une section d'une importante artère à quatre voies de circulation (route nationale 30) menant du quai Mativa bordant la Dérivation au quai des Ardennes le long de l'Ourthe. Cette artère est communément et non officiellement appelée par les Liégeois boulevard de l'Automobile qui compte aussi le boulevard Raymond Poincaré, le boulevard Frankignoul, le boulevard de Douai et une petite partie de la rue des Vennes. 
Les bandes de circulation sont séparées par un espace arboré d'une largeur augmentant progressivement vers le sud.
Rues adjacentes
- Boulevard Frankignoul
- Rue Eugène Simonis
- Rue Pont des Vennes
- Rue Joseph Delbœuf
- Rue Jondry
- Boulevard Cuivre et Zinc
- Rue des Gravillons
- Rue du Falchena
- Place Georges Ista
- Boulevard de Douai

## Origine du nom
Froidmont est un ancien hameau du sud-est de Liège situé entre les Vennes, Fétinne, la Boverie et Grivegnée. Le manuscrit de la Paix de Fexhe en 1316 mentionne Fromont, voisine de Fétinne. 

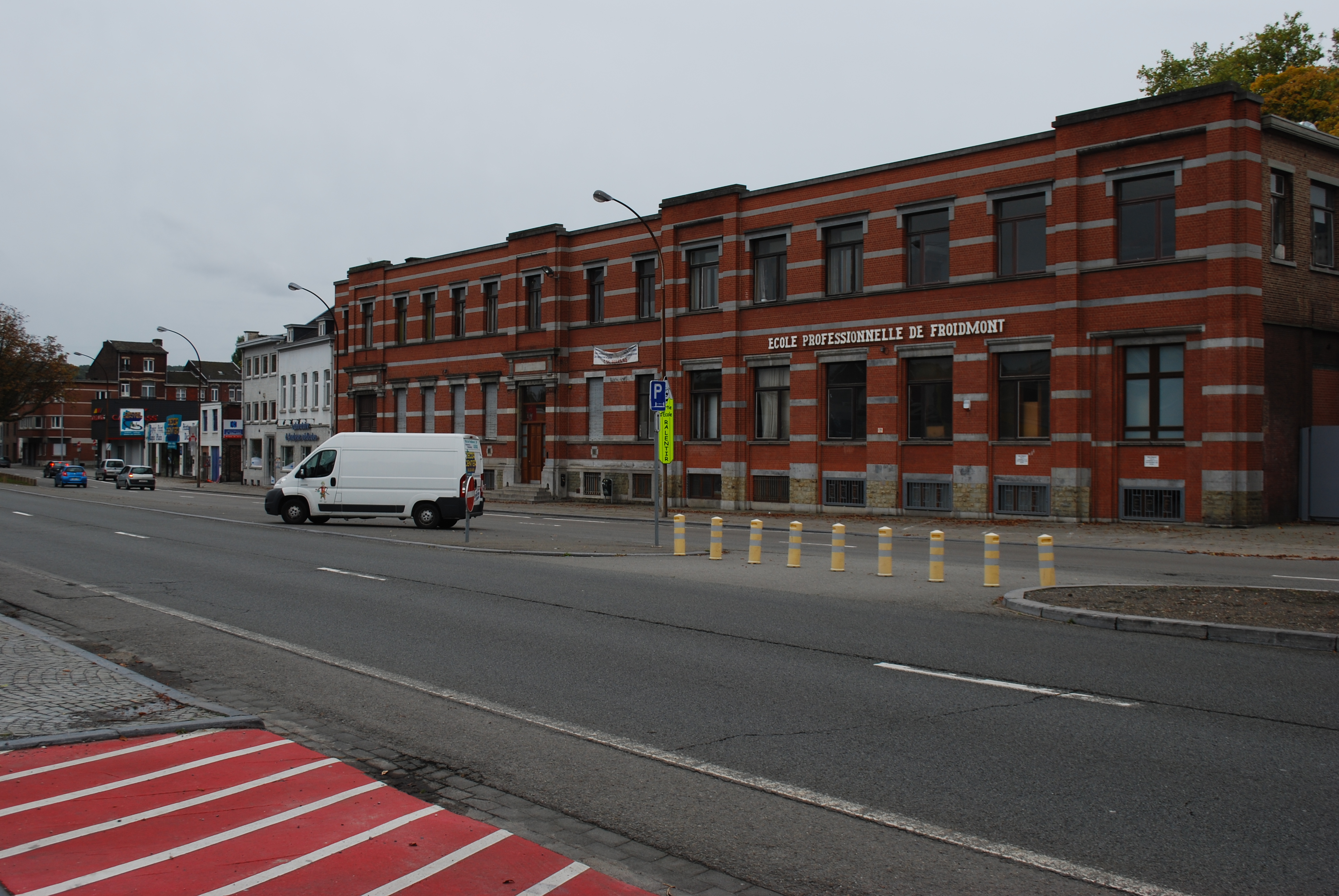
L'école professionnelle de Froidmont

## Historique
Le boulevard a été créé au début du XXe siècle, lors des importants travaux d'aménagement de la rive droite de la Meuse, pour l'organisation de l'exposition universelle de 1905. Il suit en fait l'ancien cours principal de l'Ourthe qui a été comblé et détourné par un nouveau tracé creusé entre le quai des Ardennes en rive droite et le quai des Vennes et le quai du Condroz en rive gauche.

## Bâtiments remarquables et lieux de mémoire
Coincée entre deux commerces et en retrait du boulevard, une petite maison du milieu du XVIIe siècle se situe au no 84.